# Ivi Adamou
Ivi Adamou (řecky: Ήβη Αδάμου; * 24. listopadu 1993 Agia Napa) je kyperská zpěvačka řecké národnosti. V současnosti žije v Alexandroupoli v Řecku. Adamou se proslavila v Řecku a na Kypru po své účasti ve druhé sezóně řecké verze televizní soutěže X Factor. Hned po svém vyřazení z X Factoru si Adamou zajistila nahrávací smlouvu se společností Sony Music Greece. Roku 2011 vydala debutové album San Ena Oniro. Rok poté se zúčastnila soutěže Eurovision Song Contest 2012, kde reprezentovala Kypr s písní La La Love a skončila na 16. místě. Roku 2015 prožila debut divadelní, když hrála v muzikálu Barbarella: the 80's Musical na prknech divadla Pireos 131. V roce 2018 přijala i roli Máří Magdalény v muzikálu Jesus Christ Superstar v divadle Akropol. Na Kypru vyhrála několika anket popularity, v zahraničí uspěla především v Portugalsku, kde získala platinovou desku. Je často přirovnávána k Beyoncé či Christině Aguilera. Jejím partnerem je Michalis Kouinelis, zpěvák řecké hip hopové skupiny Stavento.